# Carlos Be
Carlos Be (Villanueva y Geltrú, provincia de Barcelona, España - 4 de noviembre de 1974) es un autor y director de teatro español considerado «brillante referente de la dramaturgia española más irreverente» y «enfant terrible de la escena española». Su nombre civil es Juan Carlos Blanco García.

## Biografía
Carlos Be nació en Villanueva y Geltrú el 4 de noviembre de 1974. A los veintidós años de edad decidió abandonar la licenciatura de Medicina para dedicarse de pleno a la escritura. Como autor y director teatral apuesta en sus creaciones por los valores de la comunidad, la diversidad y la igualdad. El crítico Adrián Iglesias escribe sobre su teatro: 

A través de su teatro, Carlos Be pretende poner luz sobre algunas de las cuestiones sociales más sensibles de la actualidad. Por lo general, configura un teatro sin complejos, muy centrado en algunos de los conflictos que atañen hoy en día a la población occidental, en el que no se enmascaran ni edulcoran los rincones más sórdidos de los mismos. Frente a una sociedad que los rehúye o los trivializa convirtiéndolos en tabú, Be se enfrenta a ellos mirándolos a los ojos y abriéndolos en canal. Los teatraliza y los convierte en historias, en personajes vivos que ponen voz a aquellos que no la tienen.

El crítico teatral Julio Castro le dedica las siguientes líneas: 

Carlos Be, además de un gran escritor y una mente preclara, tiene mucho de iluminado (en el mejor de los sentidos), una gran capacidad de adaptación, un enorme inconformismo (incluso con su trabajo), un ansia de aprendizaje sin fondo (todo lo observa y sabes que todo lo anota) [...]

Así mismo, el dramaturgo Pere Riera escribe: 

Penetrar en la obra de Carlos Be es dejarse tragar por un remolino de sordidez y poesía a partes iguales. [...] es dueño de una poética personal y contundente. Y prolija.

El País informa que se trata de uno de los tres dramaturgos españoles jóvenes más representados en el mundo durante la última década. Sus obras se han estrenado en Argentina, Bolivia, Chile, Colombia, Ecuador, España, Estados Unidos, Italia, México, Panamá, República Checa y Venezuela, en espacios escénicos como la Sala Cuarta Pared (Madrid), Repertorio Español y el Julia de Burgos Performance & Arts Center (Nueva York), el Centro Internacional de Arte Contemporáneo MeetFactory (Praga), el Teatro Sergio Magaña (Ciudad de México), el Teatro Nacional de Bogotá (Bogotá), Trasnocho Cultural y el Teatro Nacional de Venezuela (Caracas); y sus textos se encuentran en catalán, checo, eslovaco, español, gallego, griego, inglés, italiano, polaco, portugués, ucraniano y vasco.
En mayo de 2022 recibe la invitación de Hispanic Federation para inaugurar la séptima edición del Festival de Artes LGTBQ+ FUERZAfest de Nueva York con Wonderqueers, una experiencia escénica en torno a las cuestiones más candentes del colectivo LGBTQ+ que se estrena el 11 de mayo en el Julia de Burgos Performance & Arts Center como resultado del primer Laboratorio de Escritura e Interpretación Teatral (LEIT) impartido por Carlos Be. En septiembre de 2023 recibe la invitación de Trasnocho Cultural (Caracas) para celebrar el segundo LEIT en la sede del "templo de la cultura en Caracas" con la colaboración de la Embajada de España en Venezuela. 
Entre sus estrenos más recientes, destacan Clarissa o siete intentos fallidos de suicidio, Llueven vacas, War & Love y Molotov:
Clarissa o siete intentos fallidos de suicidio celebra su estreno absoluto en el Teatro Nacional de Bogotá en julio de 2022 con Carlos Be como autor y director, convirtiéndose en la segunda obra de su autoría que estrena en el teatro bogotano después de Malas hierbas. La segunda producción se celebra en La Badabadoc Teatre (Barcelona) a cargo del propio teatro y dirigida por Lali Álvarez en febrero de 2023. La tercera producción se celebra en Trasnocho Cultural a cargo del propio teatro y dirigida por Rafael Barazarte en octubre de 2023.
Llueven vacas se estrena por partida doble en el Teatro Gayarre (Pamplona) a cargo de Boga-Boga y dirección de Marina Suárez y en el Teatro Sergio Magaña (Ciudad de México) a cargo de La Máquina Poética y Jano Sanvicente y dirección de Claudia Tobo, ambas en noviembre de 2022.En octubre de 2023, Rajatabla Teatro estrena en Trasnocho Cultural la sexta producción de esta obra.
War & Love celebra su estreno absoluto en el Teatro Fernando de Rojas del Círculo de Bellas Artes (Madrid) a cargo de LaJoven y dirigida por José Luis Arellano García en enero de 2023.
Molotov celebra su estreno absoluto en la Feria de Palma (Palma del Río) a cargo de La Buena Compañía y dirigida por Chema Caballero en julio de 2024, donde en clave de humor se pone en la palestra la situación actual de muchas compañías teatrales que luchan por persistir en un panorama cada vez más adverso con el tema de la libertad de expresión como telón de fondo.

## Obra dramática
Carlos Be es el autor de numerosas obras teatrales. Podemos distinguir entre sus tragedias, sus comedias y sus piezas breves. 
Obras:
- Noel Road 25: a genius like us (2001), considerado el primer texto teatral español en contribuir a la denuncia de la violencia ejercida en parejas del mismo sexo según el ensayo de Raquel García-Pascual titulado «El maltrato intragénero y transgénero en la escena española de las últimas décadas» publicado en Anales de Literatura Española[18]- Premio Caja España de Teatro 2001
- Enemigos (2004).
- Amén (2006).[19]
- La extraordinaria muerte de Ulrike Meinhof (2006).
- Llueven vacas (2006) - Sello contra la violencia de género del Ministerio de Igualdad del Gobierno de España[20]
- Origami (2006) - Premio Borne de Teatro 2006[21]
- La bondad de Margherita Barezzi (2007).
- Achicorias (2008).
- La caja Pilcik (2008) - Premio Serantes de Teatro 2008[22]
- El niño herido (2009).[23]
- My favorite things (2010).
- Woman in a taxi crossing New York (2010).[24]
- Su vómito, el destino (2011).
- A Margarita (2012).
- Exhumación (2012).[25]
- La mujer más fea del mundo (2012).
- Muere, Numancia, muere (2012).
- Peceras (2012).[26]
- Elepé (2013).[27]
- ¡Feliz cumpleaños, Phoebe Zeitgeist! (2013).
- Autostop (2014).[28]
- Dorian (2014).[29]
- Añicos (2015).[30]
- Amor y otros errores del siglo XXII (2016).
- Olga y Václav (2016).[31]
- Malas hierbas (2017).[32]
- La primavera de Praga (2018).
- Clarissa o siete intentos fallidos de suicidio (2020).
- Robots Universales Rossum (2020).[33]
- Wonderqueers (2022).[34]
- War & Love (2022).[35]
- Cabaret Švejk (2023).[36]
- Molotov (2024).
- La mujer más feliz del mundo (2024).
- Metamorfosis (2024).[37]
- Teach me hard! (2024).
- Ríes bajo la lluvia (2024).

### Versiones
Carlos Be firma Enemigos (2004), versión libre que dialoga con el relato homónimo de Antón Chéjov; Su vómito, el destino (2011), que dialoga con El caballero de Olmedo de Lope de Vega; Exhumación (2012), que dialoga con Hamlet de William Shakespeare; Muere, Numancia, muere (2012), que dialoga con El cerco de numancia de Miguel de Cervantes; Autostop (2014), que dialoga con el relato El falso autostop de Milan Kundera; Dorian (2014), que dialoga con El retrato de Dorian Gray de Oscar Wilde; La primavera de Praga (2018) que dialoga con La primavera de Praga de Miguel Delibes; Robots Universales Rossum (2020), que dialoga con R.U.R. (Robots Universales Rossum) de Karel Čapek; War & Love (2022), que dialoga con Guerra y paz de Lev Tolstói; Cabaret Švejk (2023), que dialoga con Las aventuras del buen soldado Švejk de Jaroslav Hašek; y Metamorfosis (2024) que dialoga con La metamorfosis de Franz Kafka.

### Piezas breves
Entre sus piezas breves destacan El hombre de plástico (2005), Estamos abiertos a todas las familias (2011), 696 (2013), Perra (2015), M de Mujer (2016), I'm late! (2017), Última denuncia antes de mi muerte (2017), Cosas viciosas, feas y deshonestas (2018), Hotel sin retorno (2019), Astracán (2020), Puppet Show (2020), Ángeles y demonios (2020), texto finalista del Certamen Literario LGTBI 2021 organizado por FELGT y publicado en la antología Feminismos, igualdad y derechos humanos,Malasaña me mata (2023) y Ríes bajo la lluvia (2024) que recibe el Primer Premio del Certamen José Moreno Arenas de Teatro Mínimo.

### Adaptaciones audiovisuales
Llueven vacas se adapta como largometraje y se estrena en el Festival de Cine de Málaga (2017). Carlos Be firma el guion.
Así mismo, coescribe junto con Joan Bentallé el guion original de Gilipollas, cortometraje dirigido por Joan Bentallé y Pol Diggler que inicia su periplo por festivales en 2023.  

## Premios y reconocimientos
Entre otros ha obtenido los siguientes premios:
- Premio Caja España (2001) por Noel Road 25: a genius like us.
- Premio Borne de Teatro (2006) por Origami.
- Premio Serantes de Teatro (2008) por La caja Pilcik.
- Sello contra la violencia de género del Ministerio de Igualdad del Gobierno de España (2017) por Llueven vacas.
- Premio Francisco Nieva (2018) por Cosas viciosas, feas y deshonestas.
- Premio Internacional Marco Antonio Ettedgui (2019) como reconocimiento a su trayectoria artística.
- Premio José Moreno Arenas de Teatro Mínimo (2024) por Ríes bajo la lluvia.[43]

En 2019 el Festival Teatral de Autor FESTEA de Caracas homenajea a Carlos Be en su decimoctava edición. La programación del festival incluye los estrenos americanos de Enemigos y Peceras en el Teatro Nacional de Venezuela y la Fundación Casa del Artista respectivamente.

## Como docente, jurado y prologuista
Sus obras se representan periódicamente en instituciones públicas y privadas de enseñanzas artísticas superiores teatrales tales como Noel Road 25: a genius like us (Instituto del Teatro de Barcelona, 2011), El niño herido (ESAD de Málaga, 2012, y Universidad Michoacana de San Nicolás de Hidalgo de Morelia, 2019),Llueven vacas (RESAD de Madrid, 2017) y Elepé (RESAD de Madrid, 2021), entre otras.
Durante la temporada 2019-2020 dirige el Proyecto escénico de autogestión artística que engloba el tercer curso de la escuela Raquel Pérez Formación Actoral y culmina con el estreno absoluto de la obra Carver, dos mujeres y un tigre en los teatros El Umbral de Primavera y Teatros Luchana en octubre de 2020. En la temporada 2024-205 repite como director del Proyecto escénico de autogestión artística.
En mayo de 2022 recibe la invitación de Hispanic Federation para celebrar el primer Laboratorio de Escritura e Interpretación Teatral (LEIT) en el Julia de Burgos Performance & Arts Center (Nueva York) con la colaboración de Acción Cultural Española. De este laboratorio surge Wonderqueers, espectáculo inaugural de la séptima edición del Festival de Artes LGTBQ+ FUERZAfest.En septiembre de 2023 recibe la invitación de Trasnocho Cultural (Caracas) para celebrar el LEIT 2 en la sede del "templo de la cultura en Caracas" con la colaboración de la Embajada de España en Venezuela. De este laboratorio surgen catorce obras breves firmadas por los autores Pilar Arteaga, Patricia Castillo, Elvis Chaveinte, Deiby Fonseca, Rossana Hernández, Solveig Hoogesteijn, Andrea Levada, Eloy Marchán, Natasha Martínez, Catherine Medina, Ángel Pelay, Andreina Polidor, Luis Alberto Rosas y Jeizer Ruiz que se presentan en formato de lectura dramatizada con más de treinta actores en escena en Trasnocho Cultural.En septiembre de 2024 se repite la invitación de Trasnocho Cultural y se celebra el LEIT 3 del cual surgen trece obras breves firmadas por los autores Yumiko Aliendres, Pilar Arteaga, Moisés Berr, Joaquín Lugo, Patricia Ramírez, Roma Rappa, Johan Reyes, Carlos Rivero, Grecia Augusta Rodríguez, Sócrates Serrano, Natacha Valderrama, Omar Vázquez Heredia y Luis Venero.
Desde abril de 2022 hasta abril de 2023 participa como docente de escritura creativa en el proyecto Teatro para Abrazar de la Fundación Teatro Joven. En colaboración con el Hospital de Día de la Unidad de Hospitalización Breve de Psiquiatría del Hospital Puerta de Hierro y la Unidad de Hospitalización de Psiquiatría Infantojuvenil del Hospital 12 de Octubre de Madrid, la Fundación Teatro Joven emprende un nuevo camino de acompañamiento a jóvenes con trastornos mentales desde el teatro, la danza y la escritura, realizando con ellos diversos talleres de expresión artística.  
Como jurado, en España constituye parte de los jurados del Certamen Internacional Leopoldo Alas Mínguez para Textos Teatrales LGTBI 2019, convocado por la Fundación SGAE y la Asociación Cultural Visible, y del Premio Jardiel Poncela de Teatro 2020, convocado por la Fundación SGAE. En Estados Unidos; del jurado internacional de la séptima edición del Festival de Artes LGTBQ+ FUERZAfest 2022 en Nueva York, convocado por Hispanic Federation. En Venezuela; del jurado internacional de la primera edición del Concurso de Textos Dramáticos Cruzando Fronteras 2021 convocado por la Asociación Civil de Jóvenes Actores para Caracas y el Grupo de Teatro Jóvenes Actores de Vargas, y del IV y V Concursos de Dramaturgia Trasnocho 2022 y 2024 respectivamente convocados por Trasnocho Cultural. 
Firma los prólogos de las primeras ediciones de Budapest. Un silencio atronador de Víctor Iriarte (Premio Lope de Vega de Teatro 2019) publicado por Editorial Artezblai, de Las pequeñas alegrías de Gabriel Fuentes (Premio de Teatro Calderón de la Barca 2022) publicado por el Centro de documentación de las Artes Escénicas y de la Música, de Vulva de Irene Herrero publicado por Lastura Ediciones y de Los cisnes de Chernóbil de David Llorente publicado por Ediciones Antígona. 